# 아리와라노 무네야나
아리와라노 무네야나(일본어: 在原棟梁)은 일본 중고36가선중 한명이다. 제51대 천황인 헤이제이 천황(平城天皇|へいぜいてんのう)의 자손인 아리와라노 나리히라(在原業平|ありわらの なりひら)의 아들로 태어났다. 헤이안 시대(平安) 전기에 관인(官人)이자 가인(歌人)으로 활동했다.
인나(仁和|にんな)원년 (885년)에 좌병위대위(左兵衛大尉)에 올랐다. 그후 정6위상(正六位上), 종5위하(従五位下), 아악료(雅楽頭), 좌병위좌(左兵衛佐), 좌위문좌(左衛門佐) 등을 역임했다. 간표(寛平|かんぴょう)10년 (898년)에 종5위상(従五位上)과 지쿠젠(筑前)노카미에 오르고 그 해 숨을 거두었다.
고킨와카슈(古今和歌集, 고금화가집)에 4수(首), 고센와카슈(後撰和歌集, 후선화가집)에 2수, 쇼쿠고슈이와카슈(続後拾遺和歌集, 속후습유화가집)에 1수가 정리되어 있다.